# Yaouré (peuple)
 (avril 2024).
La mise en forme du texte ne suit pas les recommandations de Wikipédia : il faut le « wikifier ».
Les points d'amélioration suivants sont les cas les plus fréquents. Le détail des points à revoir est peut-être précisé sur la page de discussion.
- Les titres sont pré-formatés par le logiciel. Ils ne sont ni en capitales, ni en gras.
- Le texte ne doit pas être écrit en capitales (les noms de famille non plus), ni en gras, ni en italique, ni en « petit »…
- Le gras n'est utilisé que pour surligner le titre de l'article dans l'introduction, une seule fois.
- L'italique est rarement utilisé : mots en langue étrangère, titres d'œuvres, noms de bateaux, etc.
- Les citations ne sont pas en italique mais en corps de texte normal. Elles sont entourées par des guillemets français : « et ».
- Les listes à puces sont à éviter, des paragraphes rédigés étant largement préférés. Les tableaux sont à réserver à la présentation de données structurées (résultats, etc.).
- Les appels de note de bas de page (petits chiffres en exposant, introduits par l'outil «  Source ») sont à placer entre la fin de phrase et le point final[comme ça].
- Les liens internes (vers d'autres articles de Wikipédia) sont à choisir avec parcimonie. Créez des liens vers des articles approfondissant le sujet. Les termes génériques sans rapport avec le sujet sont à éviter, ainsi que les répétitions de liens vers un même terme.
- Les liens externes sont à placer uniquement dans une section « Liens externes », à la fin de l'article. Ces liens sont à choisir avec parcimonie suivant les règles définies. Si un lien sert de source à l'article, son insertion dans le texte est à faire par les notes de bas de page.
- La présentation des références doit suivre les conventions bibliographiques. Il est recommandé d'utiliser les modèles {{Ouvrage}}, {{Chapitre}}, {{Article}}, {{Lien web}} et/ou {{Bibliographie}}. Le mode d'édition visuel peut mettre en forme automatiquement les références.
- Insérer une infobox (cadre d'informations à droite) n'est pas obligatoire pour parachever la mise en page.

Pour une aide détaillée, merci de consulter Aide:Wikification.
Si vous pensez que ces points ont été résolus, vous pouvez retirer ce bandeau et améliorer la mise en forme d'un autre article.
Pour les articles homonymes, voir Yowlè.
 (janvier 2015).
Si vous disposez d'ouvrages ou d'articles de référence ou si vous connaissez des sites web de qualité traitant du thème abordé ici, merci de compléter l'article en donnant les références utiles à sa vérifiabilité et en les liant à la section « Notes et références ».
Les Yaouré (ou Yaourè, Yaure, Yohouré) sont une ethnie de Côte d'Ivoire. Ils sont plus proches sur le plan linguistique des Gouro par leur langue et des Baoulés par le sous-groupe du Yowlè Nord. Le peuple Yaouré avec ses langues fait partie du groupe Mandé-Sud et Akan. Il existe en pays Yowlè cinq tribus que sont :Taan, Klaan, Yaan, Yoho et Bôhô...

## Localisation
Ce peuple vit essentiellement au centre du pays dans la région de la Marahoué à proximité de Bouaflé et aussi entre le Bandama blanc et le Bandama rouge. On les trouve près de Bouaké, Sakassou, sur l'axe routier Yamoussoukro Bouaflé, sur toute la chaîne montagneuse du «Yaouré».
Leur nombre que certains chercheurs ethnologues et anthropologue estiment aujourd'hui entre 20 000 et 40 000 âmes est dû aux combats qu'ils ont livrés lors de la pénétration coloniale française.

## Histoire
Avec à leur tête le patriarche Yao Warè, les Yaouré livrèrent des combats épiques au peuple trouvé sur place (les Yonin-yonin). Celui-ci ne résista pas longtemps à la grande machine de guerre du patriarche Yao Warè.
Vaincus, les Yonin-yonin (« fils de terre » ou « propriétaire de terre ») se retranchent dans les montagnes, dans la forêt.
Les Yaouré leur attribuèrent le nom péjoratif de kangabonou (esclaves de la forêt). Le peuple yaouré s'est installé depuis lors dans la zone du Yaoure travaillant l'or et cultivant la terre.

## Langue
Ils parlent le Yowlè. Sur le plan linguistique, le parler des Yowlè est très proche du parler Gouro. Ex : Je vais à la ville.
En Gouro l'on dira :
« An ya gouna Vavla/Vafla »
En Yowlè l'on dira :
"An ya kouna Vavla"
Il faut ajouter qu'il ya deux sous groupes ethniques de Yaouré il y'a un groupe qui est très proche des Gouro tels que les natifs de Lotanzia, Patizia, zegata... et un autre groupe très proche des Baoulés tels que les natifs de Kouakougnanou,Angovia,Bozi, Bégbessou... mais ils vivent en parfaite harmonie même si la communication est un peu difficile quand ils se rencontrent.

## Quelques villages Yaouré
Il y a 33 villages Yaouré (ou yaourè fouè c'est-à-dire les descendants du patriarche yao walè frère d'ablah pokou) la reine. Compte tenu de l'occupation de la zone par le Patriarche Yao Walè et ses hommes venus de N’drannouan ; tous les conquis et soumis se réclament de ce dernier. D'où le nom de Yaourè ou Yaourèfouè par déformation de Yao Walè. À l'origine donc, c'étaient des éléments Allanguira, puisque le Patriarche lui-même était de cette ethnie. Installés  autour du village historique Kami  les Yaouré ou Yaourèfouè cohabitent avec les Yonin-yonin à qui ils ont attribué le nom péjoratif de kangah-bonou. La région Yaouré est composée essentiellement de deux cantons.
Après la mort de la reine Abla Pokou, sa nièce Akoua Boni est montée sur le trône. L'évolution du temps va entrainer quelques difficultés dans le Royaume, particulièrement à N’drannouan : maladies, famine, etc. Ayant appris la réussite de son oncle Yao Walè, la reine Akoua Boni organisa un déplacement sur les terres conquises par son oncle.
- Le canton Yaourè Nord a pour chef-lieu Bégbessou (où le Tam-Tam sacré, signe de l'appartenance du Patriarche Yao Walè à la famille royale) car membre de la famille de Epokou Warè.
- Le canton Yaourè Sud avec pour chef-lieu Bozi. Il faut savoir que ce canton n'existait pas. Sur la demande et l'insistance de Allomo Ouphoué auprès de Président Houphouët-Boigny que ce canton a été créé (Allomo Ouphoué fut le premier canton de cette nouvelle entité).

Au départ donc le peuple Yaourè ne comptait qu'un seul canton, et le chef de ce canton était à Bégbessou. Très bien accueillie, elle passa quelque temps auprès de son oncle Yao Walè. Étant atteinte d'un mal qu'elle cachait, elle a fini par succomber. C'est donc sur les terres de son oncle, que la reine Akoua Boni a rendu l'âme. À la suite de cet événement tragique, l'information est portée à la connaissance de son fils Kouakou Djè (le premier fils de la reine Akoua Boni). Ce dernier décide alors de venir chercher la dépouille de sa mère afin qu'elle soit enterrée à N’drannouan. (voir les études du professeur Allou Kouamé, professeur à l'Université d'Abidjan)
Bégbessou, Angovia, N’dénou, Kouby, Ouanzanou, Kouakougnanou, Kouakou-Gnanou (lieu où Kouakou s'est enrichi avec la découverte du métal précieux), Simmimbo, Dégbézéré, Dialè, Alley, Bénou, Akakro, N'Dahkoffi-yobouékro, Kami, Zougoussou, Allehkran, Zagouta,Zégata,Bozi, Allahou-Bazi Kouassi-Périta,Yoho,Lotanzia,Patizia Bokassou, Tanhan,Koudougou...

## Quelques noms
garçons, femmes, jours.
kouassi, akissi, kissié (lundi)/
kuadio, adjoua, djôlè (mardi) /
konan, amenan, mlan (mercredi)/
kouakou, ahou, houé (jeudi)/
yao, aya, yah (vendredi)/
koffi, affoué                  fouhé (samedi)/
kouamé, amoin, monin (dimanche)/
Vous remarquerez que ces noms sont typiquement Akan. Néanmoins, il existe des noms en Yôwlè tels que Ouitin ou "Ouédin", Bouéré (femme), Zambouè, Zanhouo, Tèmanzié (femme) , il en existe bien d'autres encore selon que nous soyons dans la Tribu des  Yan où on trouve le nom Ouitin...

## Culture
Les Yowlè créent des objets généralement figuratifs. Leurs masques se caractérisent par un visage allongé, une bouche un peu protubérante, des yeux semi-circulaires et, souvent, des cornes. La coiffure est surmontée d'un animal totem ou d'un motif en forme de peigne. Ces figures sont ainsi à mi-chemin entre homme et animal (anthropozoomorphes).
Leurs statuettes sculptées sont de petite taille (30 cm), apparentées à celles réalisées par les Baoulés.
Ils réalisent aussi des tambours, des chasse-mouches, des sièges monoxyles, des bracelets en ivoire sculpté.

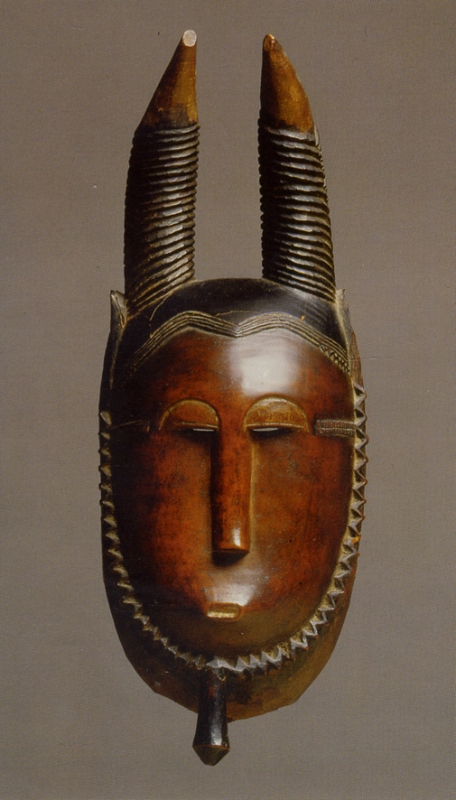
Masque facial je
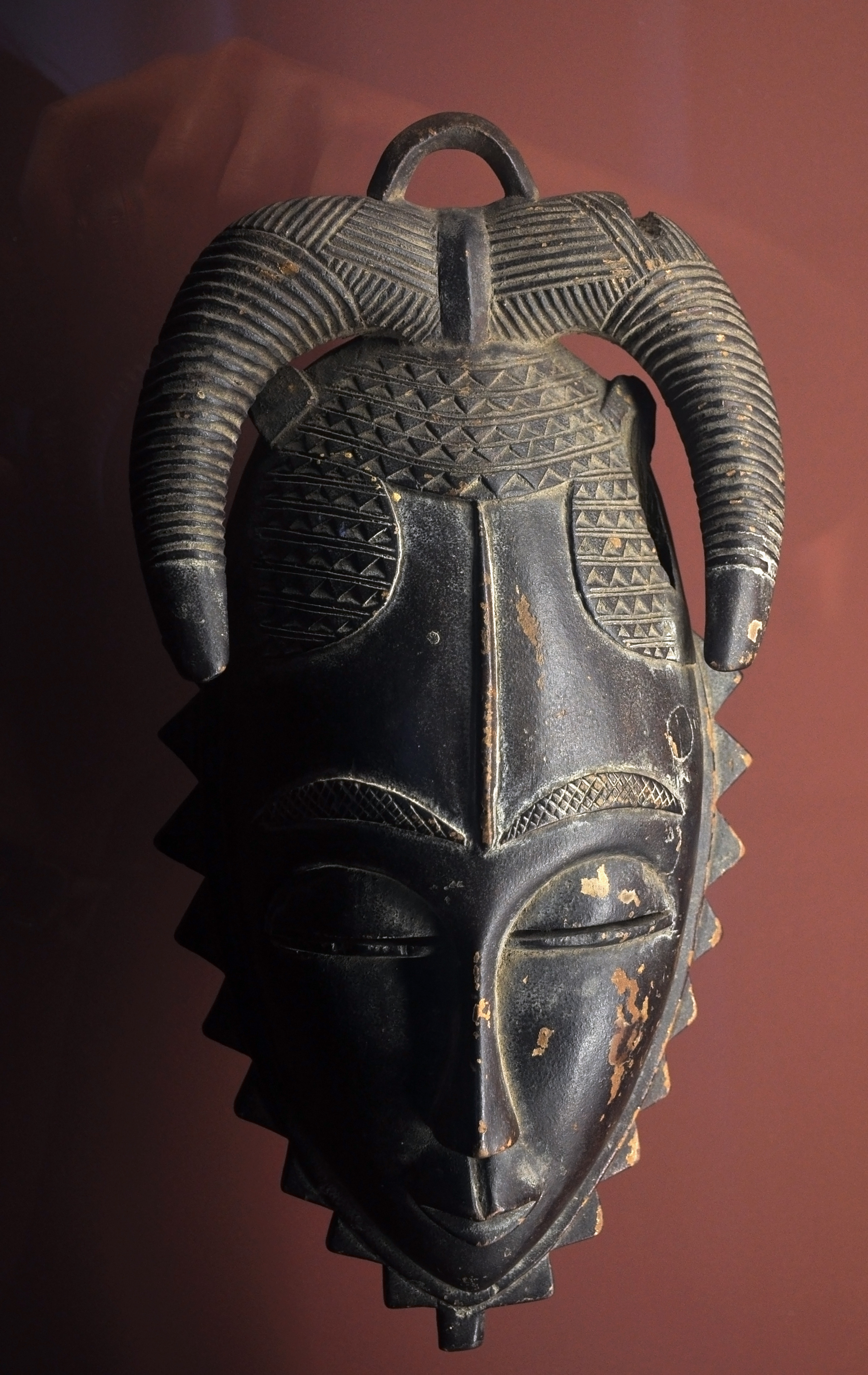
Masque à cornes de bélier
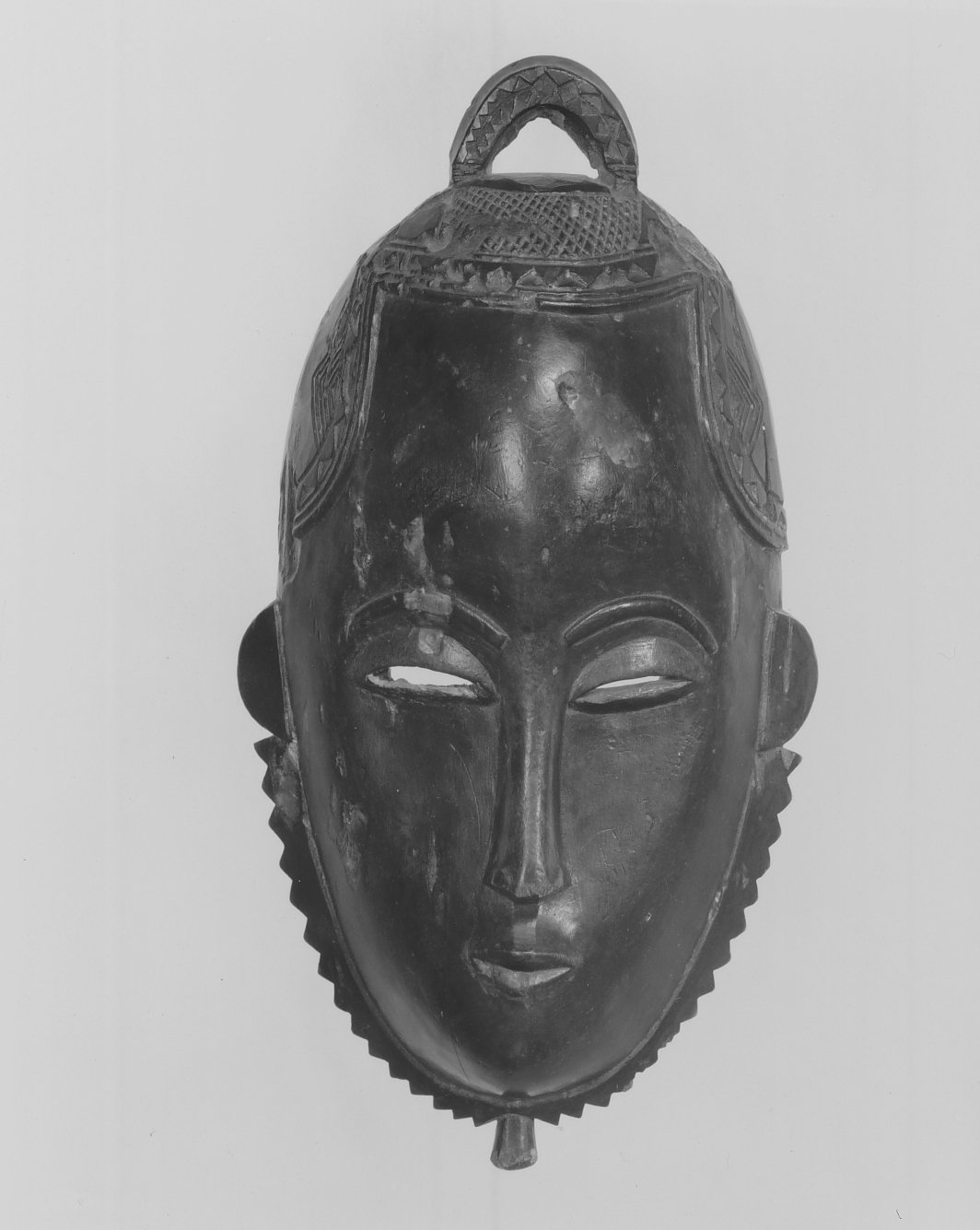
Masque
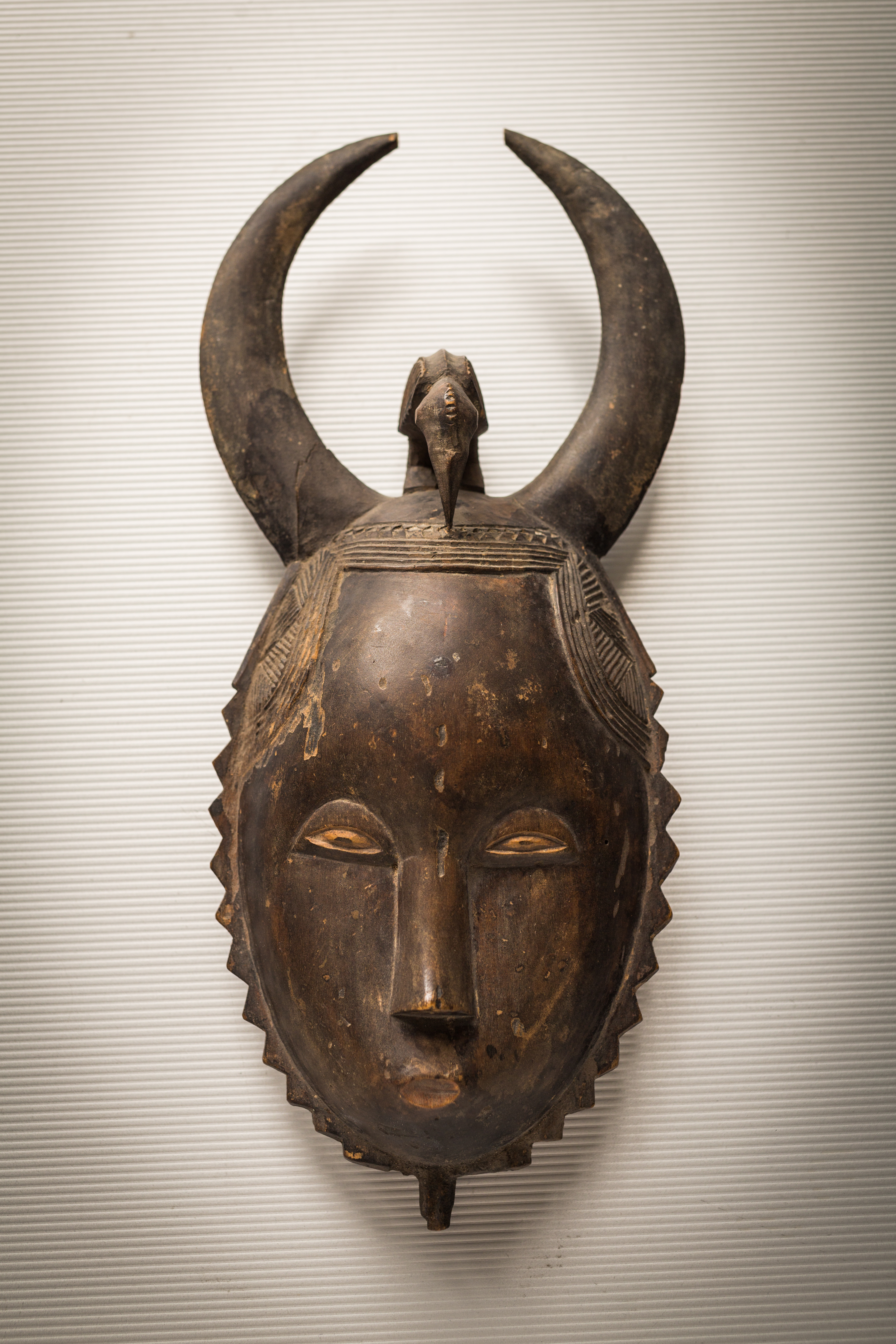
Masque